# Mu Aquilae
Mu Aquilae (38 Aquilae) é uma estrela múltipla na direção da constelação de Aquila. Possui uma ascensão reta de 19h 34m 05.23s e uma declinação de +07° 22′ 45.5″. Sua magnitude aparente é igual a 4.45. Considerando sua distância de 111 anos-luz em relação à Terra, sua magnitude absoluta é igual a 1.80. Pertence à classe espectral K3III. É uma estrela variável suspeita.